# Protomelas spilonotus
Espèce
Statut de conservation UICN

 LC : Préoccupation mineure
Protomelas spilonotus est une espèce africaine de poissons d'eau douce de la famille des Cichlidae endémique du lac Malawi.

## Répartition
Ce poisson est endémique du lac Malawi où il se rencontre au Malawi, au Mozambique et en Tanzanie.

## Description
Protomelas spilonotus peut mesurer jusqu'à 167 mm de longueur totale. Les mâles sont bleus avec des nageoires bleues, les femelles gris clair à gris foncé avec des nageoires transparentes.

## Aquariophilie

### Maintenance
Cette espèce relativement grande à l'âge adulte devra être impérativement maintenue en aquarium d'une contenance suffisamment importante pour une aisance adéquate. Principalement avec une longueur de façade d'au moins 1,50 m. Dans le cas contraire des malformations de croissance apparaissent.

### Reproduction
Cette espèce est incubatrice buccale maternelle, les femelles gardent les œufs, larves et tout jeunes alevins environ trois semaines, protégés dans leur gueule (sans manger ou en filtrant très légèrement les micro-détritus). Les mâles peuvent se montrer très insistants dès les premières maturités sexuelles des femelles, il est préférable de maintenir cette espèce en groupes de plusieurs individus (au moins en « trio » : un mâle pour deux femelles), de manière à diviser l'agressivité d'un mâle dominant sur plusieurs individus. Les jeunes sont de couleur similaire à celle de la femelle jusqu'à ce qui atteignent la taille de 6 à 8 cm.

### Croisement, hybridation, sélection
Il est impératif de maintenir cette espèce et le genre Protomelas seul ou en compagnie d'autres espèces, d'autres genres, mais de provenance similaire (lac Malawi), afin d'éviter toute facilité de croisement. Le commerce aquariophile a également vu apparaitre un grand nombre de spécimens provenant d'Asie notamment et aux couleurs des plus farfelues ou albinos. En raison de la sélection, hybridation et autres procédés chimiques et barbares de laboratoires.

### Variétés géographiques
Liste non exhaustive des variétés de Protomelas spilonotus mentionnées parfois en aquariophilie mais non reconnues scientifiquement :
- Protomelas spilonotus « Mozambique »
- Protomelas spilonotus « Tanzania » (pourrait être Protomelas insignis selon Aquaportail[3])
- Protomelas spinolutus « Mbenji »

## Noms vernaculaires
Protomelas spilonotus n'a pas de nom vernaculaire en français mais au Malawi il est appelé « Kambuzi » en chewa.

## Statut UICN
L’UICN place Protomelas spilonotus dans la catégorie « Préoccupation mineure » (« répandu sans grandes menaces généralisées connus »).   

## Systématique
Le nom valide complet (avec auteur) de ce taxon est Protomelas spilonotus (Trewavas, 1935),..
Protomelas spilonotus a pour synonymes :
- Cyrtocara spilonotus (Trewavas, 1935)
- Haplochromis spilonotus Trewavas, 1935

### Étymologie
Son épithète spécifique, dérive de la combinaison en grec ancien de σπιλάς (spilas), « tache », et de νῶτος (nỗtos), « dos », et est présumée faire référence aux cinq taches noires présentes à la base de la nageoire dorsale.

### Publication originale
- (en) Ethelwynn Trewavas, « A synopsis of the Cichlid Fishes of Lake Nyasa », Annals and Magazine of Natural History, Londres, Taylor & Francis, vol. 16, no 91,‎ juillet 1935, p. 65-118 (ISSN 0374-5481, OCLC 1481361, DOI 10.1080/00222933508655026, lire en ligne).